# Église Saint-Jean-Baptiste de Charvonnex
L'église Saint-Jean-Baptiste de Charvonnex est un édifice religieux catholique, situé en France, en Haute-Savoie, sur la commune de Charvonnex.

## Situation
L'édifice est situé sur la commune de Charvonnex.

## Historique
Une église primitive semble être présente sur le territoire de la paroisse dès le XIe siècle avec une citation dans la Charte de la reine Ermengarde.
Au XVe siècle, l'église paroissiale est dépendante du prieuré de Talloires et l'église est filleule de . L'édifice est acheté par collégiale Notre Dame de Liesse en 1526.
En 1646, une nouvelle église est construite mais est « désorientée », c'est-à-dire que le chœur est orienté vers l'Ouest et non vers l'Est.
1816, la paroisse devient indépendante. L'ancienne église en raison de son mauvais état est détruite. Une nouvelle est reconstruite dans un  style néo-gothique en 1854.
Deux campagnes de restauration sont établies en 1978 et 2010.

## Description architecturale
Elle est en forme de croix latine et de style néogothique.
Le clocher est surmonté d'une flèche.
Le chevet est polygonal et maintenu par des contreforts à chaque arête. Trois vitraux éclairent le chœur. La façade de l'église, cernée par deux contreforts, est ornée d'un oculus polylobé et d'une petite ouverture tréflée.

## Protection et objets
L'édifice possède des objets protégés :
- Bénitier daté de 1646 dans le transept sud de l'actuelle église, en forme de cuve moulurée surmontée d'une tête d'ange[3].
- Cloche de 344 livres, datée de 1630[4]. Elle est décorée de cinq reliefs représentant Saint Jean-Baptiste, une croix trilobée, un calvaire "en gloire" ainsi que Saint Claude.
- Cloche de 1813[5].